# Maria Anna Kisielnicka-Kossak

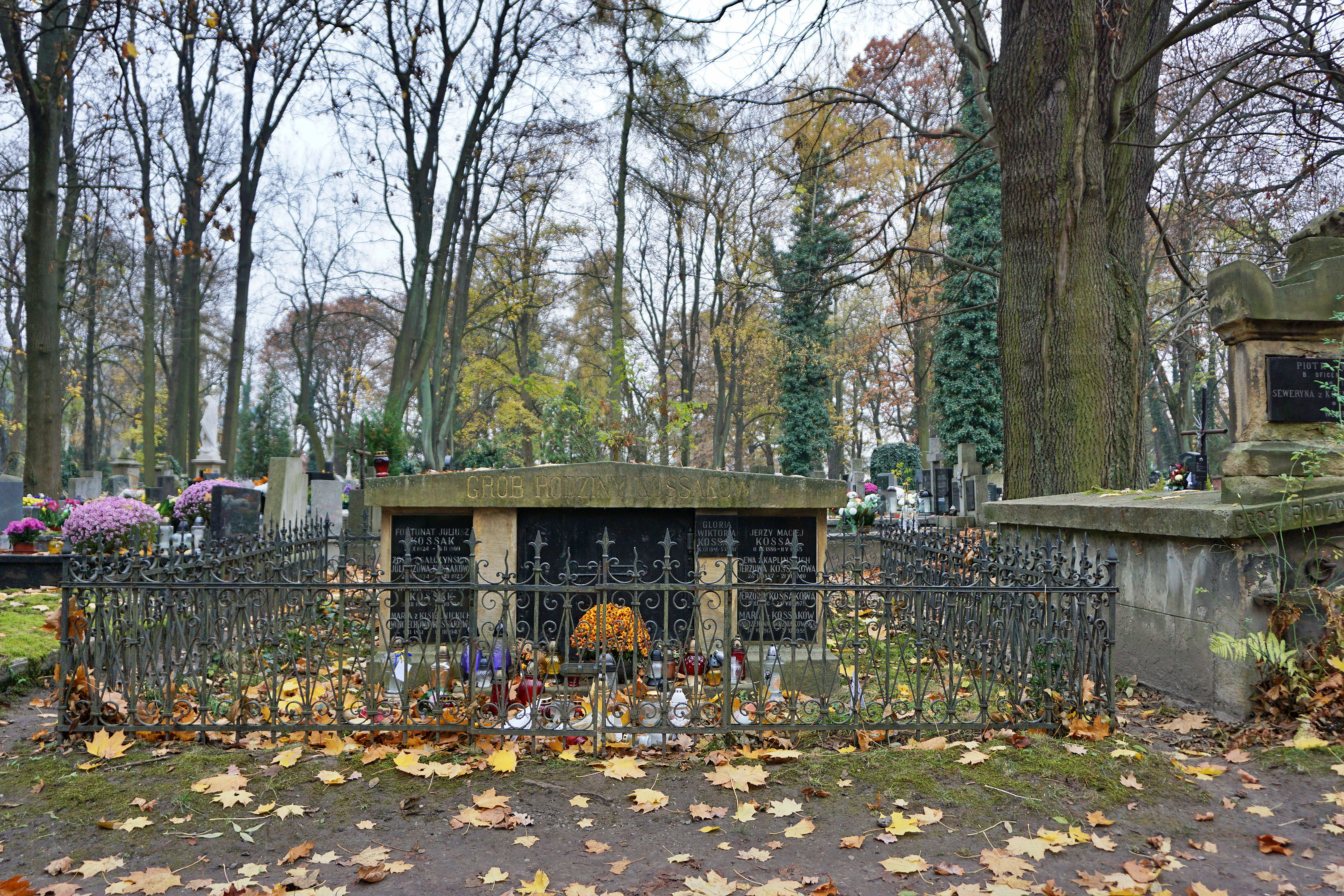
Grobowiec rodziny Kossaków na cmentarzu Rakowickim

Maria Anna Kisielnicka-Kossak herbu Topór (ur. 9 lutego 1861 w Kisielnicy, zm. 15 marca 1943 w Krakowie) – polska szlachcianka, żona malarza Wojciecha Kossaka, matka malarza Jerzego Kossaka, pisarki Magdaleny Samozwaniec oraz poetki Marii Pawlikowskej-Jasnorzewskiej.

## Życiorys
Maria Anna pochodziła ze szlacheckiej rodziny ziemiańskiej Józefa Kisielnickiego herbu Topór (1825-1872) oraz Joanny Agrypiny Zofii Marylskiej  herbu Ostoja. W młodości odbyła wraz z matką Joanną z Marylskich podróże po Francji i Włoszech. W 1883 poznała w Zakopanem malarza Wojciecha Kossaka. Zachowała się korespondencja narzeczeńska z lat 1883-1884, obejmująca 1154 listy Wojciecha do narzeczonej. Ślub odbył się 16 lipca 1884 w miejscowości Poryte, w gminie Stawiski. Małżeństwo miało trójkę dzieci. Najstarszy syn Jerzy urodził się 11 września 1886 w Krakowie; pierwsza córka Maria 24 listopada 1891 tamże; druga córka Magdalena 26 lipca 1894. Rodzina mieszkała w rodzinnym dworku Kossakówce na krakowskim Smoleńsku. Maria Kossak zmarła 15 marca 1943 w Krakowie. Została pochowana na cmentarzu Rakowickim w kwaterze XIIB.
W 1912 córka Magdalena Samozwaniec poświęciła Marii Kisielnickiej humoreskę opublikowaną na łamach „Nowin Krakowskich”, pt. Wyjazd mamy do miasta.